# Bathytoma bitorquata
Bathytoma bitorquata is een slakkensoort uit de familie van de Borsoniidae. De wetenschappelijke naam van de soort is voor het eerst geldig gepubliceerd in 1901 door Martens.